# Hallersteini
Hallersteini so bili plemiška rodbina, ki je na Slovenskem bivala med 15. in 19. stoletjem, ko je po moški liniji izumrla. Med drugimi so na slovenskem posedovali posestva Ravbarjev grad pri Mengšu, Grad Orehek in Raški grad. Eden za zgodovino pomembnejših predstavnikov rodbine je bil matematik, astronom in misijonar Avguštin Hallerstein (1703-1774).